# Ophiomusium impotens
Ophiomusium impotens är en ormstjärneart som beskrevs av Jean Baptiste François René Koehler 1922. Ophiomusium impotens ingår i släktet Ophiomusium och familjen Ophiolepididae. Inga underarter finns listade i Catalogue of Life.